# Chủ nghĩa siêu thực
Nghệ thuật siêu thực là một trào lưu văn học và nghệ thuật ở thế kỷ 20, bắt đầu ở Paris và được nhà thơ người Pháp André Breton viết tuyên ngôn vào năm 1924. Chủ nghĩa siêu thực cố gắng diễn tả tiềm thức bằng cách trình bày các vật thể và sự việc như được thấy trong những giấc mơ. Siêu thực là một khuynh hướng nghệ thuật lớn bao trùm nhiều loại hình của nghệ thuật. Bắt đầu từ thơ, siêu thực lan tới hội họa rồi tiếp đến điện ảnh, tiểu thuyết. Thuật ngữ Chủ nghĩa siêu thực Surréalisme được nhà thơ Guillaume Apollinaire dùng trong tác phẩm của mình vào năm 1917. Sau tuyên ngôn năm 1924, thuật ngữ này được sử dụng rộng rãi trong văn học và nghệ thuật.